# Nanabealjávri
Nanabealjávri eller Nanapeäljavri eller Nanabaljävri är en sjö i Finland. Den ligger i kommunen Utsjoki i landskapet Lappland, i den norra delen av landet, 1 100 km norr om huvudstaden Helsingfors. Nanabealjávri ligger 279,4 meter över havet. Omgivningarna runt Nanabealjávri är i huvudsak ett öppet busklandskap. Arean är 69,1 hektar och strandlinjen är 6,3 kilometer lång. Sjön  ingår i Tana älvs huvudavrinningsområde. 